# Chymosine
Chymosine (van Oudgrieks: χυμός, chymos dat sap en smaak betekent) is een aspartaatendopeptidase (protease).
Chymosine wordt in de vorm van de precursor preprochymosine gesynthetiseerd. prochymosine. Door aminoterminale afsplitsing van peptiden wordt het omgezet in prochymosine, vervolgens in pseudochymosine, dat ten slotte omgezet wordt in het actieve enzym chymosine.
Runderchymosine komt voor in de lebmaag van kalveren en is een onderdeel van het stremsel.

## Structuur
Het runderchymosine bestaat uit 323 aminozuren met een molecuulmassa van 35.653 Da.
Er komen twee vormen voor, die zich door hun primaire structuur aan de aminozuurpositie 244 (asparaginezuur of glycine) onderscheiden. De A-vorm heeft een iets hogere specifieke activiteit voor κ-caseïne en is marginaal minder stabiel dan de B-vorm. De B-vorm komt het meeste voor.

## Voorlopers en activering
Chymosine wordt door de cellen in de slijmhuid van de maag gevormd in de vorm van het inactieve voorlopereiwit preprochymosine en als prochymosine opgeslagen in de vaatholte.
In het zure milieu van de maag, pH van 4 tot 5, wordt het inactieve zymogene prochymosine door afsplitsing van een aminoterminaal peptide omgezet in het actieve chymosine.
Bij een zeer zure chymus, beneden een pH van 2,5, vindt een splitsing plaats tussen de aminozuren 27 en 28, waardoor het pseudochymosine gevormd wordt, dat 15 aminozuren langer is dan chymosine. Pseudochymosine kan vanaf pH 5,5 in chymosine omgezet worden.
In vergelijking met preprochymosine ontbreekt bij chymosine aminoterminaal een aminozuursequentie van 42 aminozuren.

## Functie en gebruik
Chymosine zorgt voor de vertering van melkeiwitten en wel speciaal van caseïne in het maag-darmstelsel van kalveren. Door enzymatische afsplitsing verandert de oplosbaarheid van de melkeiwitten en slaan ze neer door de denaturering.
Industrieel wordt chymosine bij de bereiding van kaas gebruikt. Vroeger werd het uit de lebmagen van kalveren gewonnen, maar sinds de jaren 1990 wordt het ook met behulp van genetische modificatie gemaakt. Als genetisch gemodificeerd organisme (GMO) worden Eukaryoten als bakkersgist, Aspergillus (Aspergillus oryzae, Aspergillus nidulans) of Trichoderma reesei gebruikt, waarin bij het genoom de cDNA's voor preprochymosine, prochymosine en chymosine ingebracht zijn.